# Gunnar Lönnqvist
Gunnar Lönnqvist (Helsinki, 4 janvier 1891 - Helsinki, 26 décembre 1978) est un homme d'affaires et photographe finlandais.

## Galerie

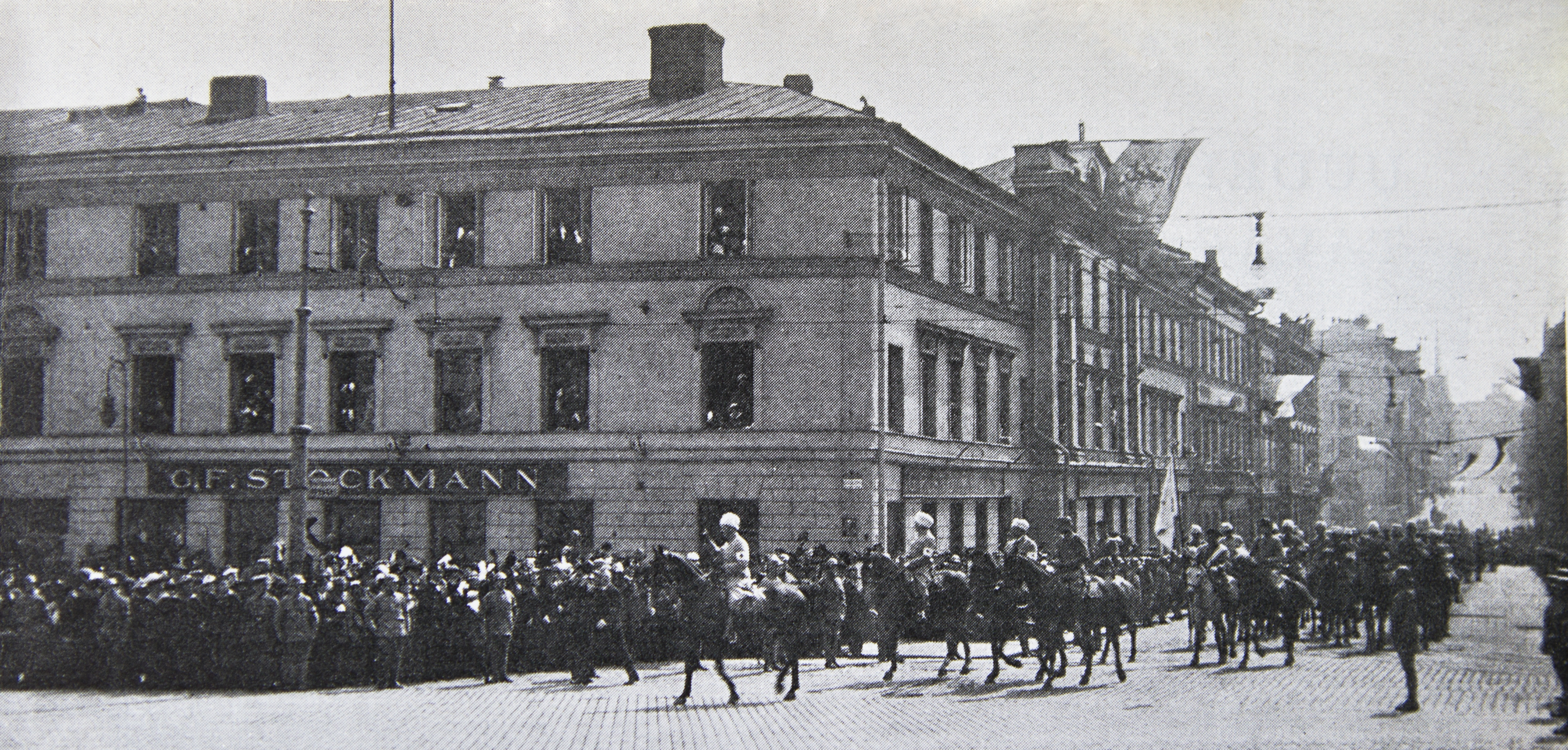
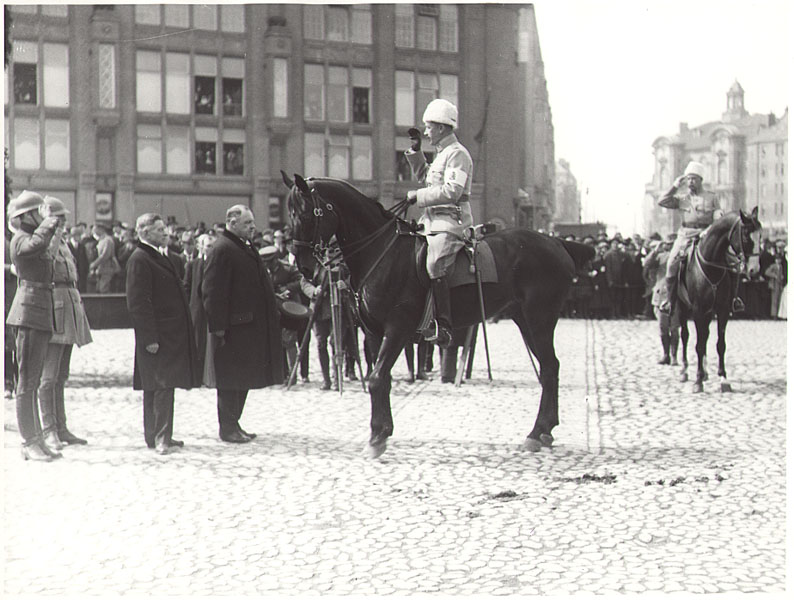
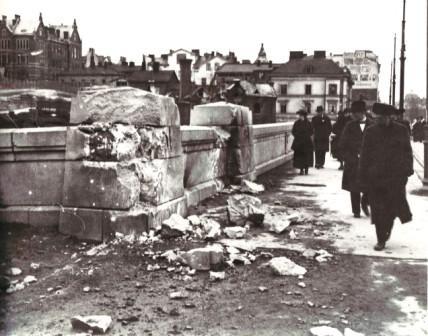
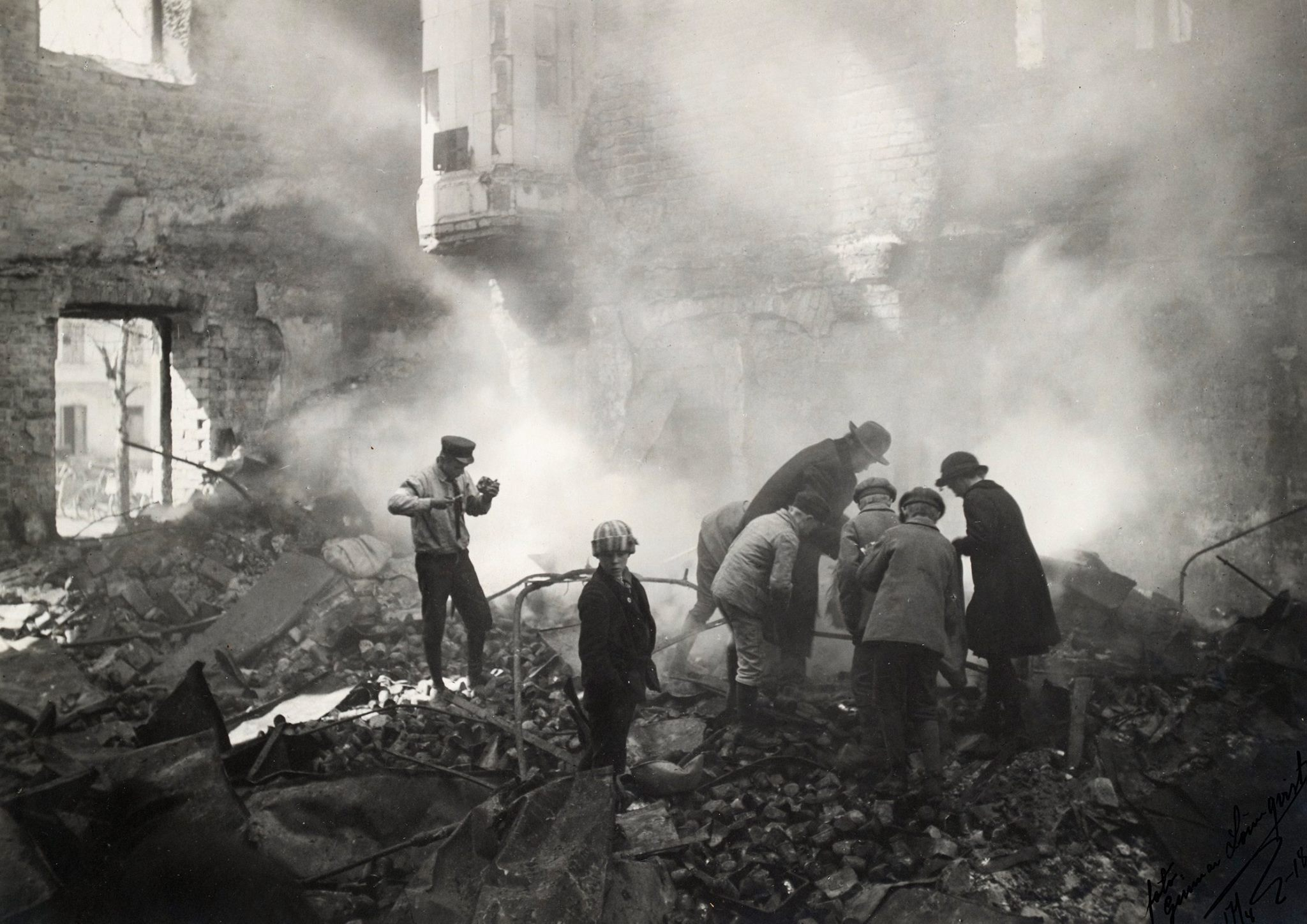